# Wet van Coulomb
De wet van Coulomb, genoemd naar de Franse natuurkundige Charles-Augustin de Coulomb, beschrijft de kracht die twee elektrische puntladingen op elkaar uitoefenen. Deze kracht wordt coulombkracht genoemd, is recht evenredig met elk der ladingen en omgekeerd evenredig met het kwadraat van de onderlinge afstand der ladingen. Als de ladingen tegengesteld van teken zijn, oefenen zij een aantrekkende kracht op elkaar uit, zijn de ladingen beide positief of beide negatief, dan oefenen zij een afstotende kracht op elkaar uit. In formule:
{\displaystyle {\vec {F_{C}}}=-k\cdot {\frac {Q_{1}\cdot Q_{2}}{r^{2}}}{\vec {i}}}
waarin:
- {\displaystyle Q_{1}} en {\displaystyle Q_{2}} twee puntladingen zijn, die beide in coulomb C worden uitgedrukt,
- {\displaystyle {\vec {F_{C}}}} de kracht is die deze ladingen op elkaar uitoefenen, in het SI-stelsel uitgedrukt in newton N, of kg·m·s−2,
- {\displaystyle r} de afstand is tussen de beide ladingen in meter m,
- {\displaystyle {\vec {i}}={\frac {\vec {Q_{1}Q_{2}}}{r}}}, de eenheidsvector, die de richting van de coulombkracht aangeeft,

{\displaystyle k={\frac {1}{4\pi \varepsilon _{0}\varepsilon _{r}}}} de constante van Coulomb is, met
- {\displaystyle \varepsilon _{0}=8{,}85\times 10^{-12}{\text{C}}^{2}{\text{m}}^{-2}{\text{N}}^{-1}} de elektrische veldconstante van vacuüm,
- {\displaystyle \varepsilon _{r}} de relatieve elektrische veldconstante van het medium tussen die twee ladingen.

Indien {\displaystyle \varepsilon _{r}=1}, is
{\displaystyle k\approx 8{,}988\times 10^{9}{\text{ Nm}}^{2}{\text{C}}^{-2}}
Wanneer alleen naar de absolute waarde van de coulombkracht wordt gekeken staat er:
{\displaystyle F_{C}=k\cdot {\frac {Q_{1}\cdot Q_{2}}{r^{2}}}}.
In de Nederlandse middelbareschoolnatuurkunde wordt in plaats van het symbool {\displaystyle k} het symbool {\displaystyle f} gebruikt. Het symbool wordt door de SUNAMCO commissie niet voorgeschreven.
Wat de vorm betreft lijkt de wet van Coulomb sterk op de gravitatiewet van Newton, maar de coulombkracht kan, in tegenstelling tot de zwaartekracht, ook afstotend zijn.
Het feit dat keukenzout een kristallijne stof is, is een gevolg van de coulombkracht tussen de ionen waaruit het kristal is opgebouwd. Dat zijn de natrium- en chloride-ionen.

## Elektrisch veld
Indien {\displaystyle \varepsilon _{r}=1}, is het elektrische veld, dat door een puntlading {\displaystyle q} wordt opgewekt, in een punt op afstand {\displaystyle r} van {\displaystyle q} en met eenheidsvector {\displaystyle {\vec {i}}} van {\displaystyle q} naar dat punt, gelijk aan:
{\displaystyle {\vec {E}}=-{\frac {q}{4\pi \epsilon _{0}r^{2}}}\ {\vec {i}}}.

## Implicaties in de scheikunde
Als een titratie niet in water, met een relatieve elektrische veldconstante {\displaystyle \varepsilon _{r}=78{,}5}, maar in ethanol wordt uitgevoerd, met een relatieve elektrische constante van slechts 24,5, zullen geladen deeltjes elkaar volgens de wet van Coulomb drie keer zo sterk aantrekken. Daardoor zal een zuur van het type {\displaystyle {\ce {HA + ROH <-> A- + ROH2+}}} in ethanol minder snel in ionen uiteen vallen en zal het evenwicht naar links verschuiven en het zuur in ethanol minder sterk zijn dan in water. Dit zuur heeft in ethanol dan een hogere pKa.